# Mozart i Salieri (opera)
Mozart i Salieri (ros. Моцарт и Сальери) – jednoaktowa opera, w dwóch odsłonach, skomponowana przez należącego do Potężnej Gromadki rosyjskiego kompozytora Nikołaja Rimskiego-Korsakowa, do której jako libretto sam kompozytor zaadaptował w niemal niezmienionej postaci tekst sztuki Aleksandra Puszkina o tym samym tytule (Mozart i Salieri) i stąd określana też jako sceny dramatyczne Puszkina.
Jej prapremiera miała miejsce 7 grudnia 1898 w Moskwie, a wystawił ją Teatr Sołodownikowa (zespół Opery Prywatnej Sawwy Mamontowa).
Treść opery nawiązuje do jednej z tzw. miejskich legend dotyczących okoliczności śmierci Wolfganga A. Mozarta, według której to legendy kompozytora miał otruć lepiej sytuowany, ale zazdrosny o talent Mozarta, jego rywal Antonio Salieri.
Nikołaj Rimski-Korsakow zdecydował się na ten temat z „małych tragedii” Aleksandra Puszkina, by powrócić do muzycznych środków wyrazu, jakimi posługiwał się u progu swojej muzycznej drogi, co kompozytor odnotował w swoich Kronikach. Dzieło poświęcił Aleksandrowi Dargomyżskiemu, którego Kamienny gość także bazował na tekstach Puszkina, co więcej jego temat nawiązywał do opery Wolfganga A. Mozarta Don Giovanni.

## Osoby
| Role                             | Typ głosu  | Premiera: Moskwa, 7 grudnia 1898 (Dyrygent: Iosif Truffi) Obsada: |
| -------------------------------- | ---------- | ----------------------------------------------------------------- |
| Mozart                           | tenor      | Wasilij Szkafier                                                  |
| Salieri                          | baryton    | Fiodor Szalapin                                                   |
| Niewidomy skrzypek               | rola niema |                                                                   |
| w drugiej odsłonie za sceną chór |            |                                                                   |

Partie fortepianowe przypisane w spektaklu do roli Wolfganga A. Mozarta podczas prapremiery wykonywał młody wówczas rosyjski kompozytor Siergiej Rachmaninow.

## Treść
Odsłona pierwsza

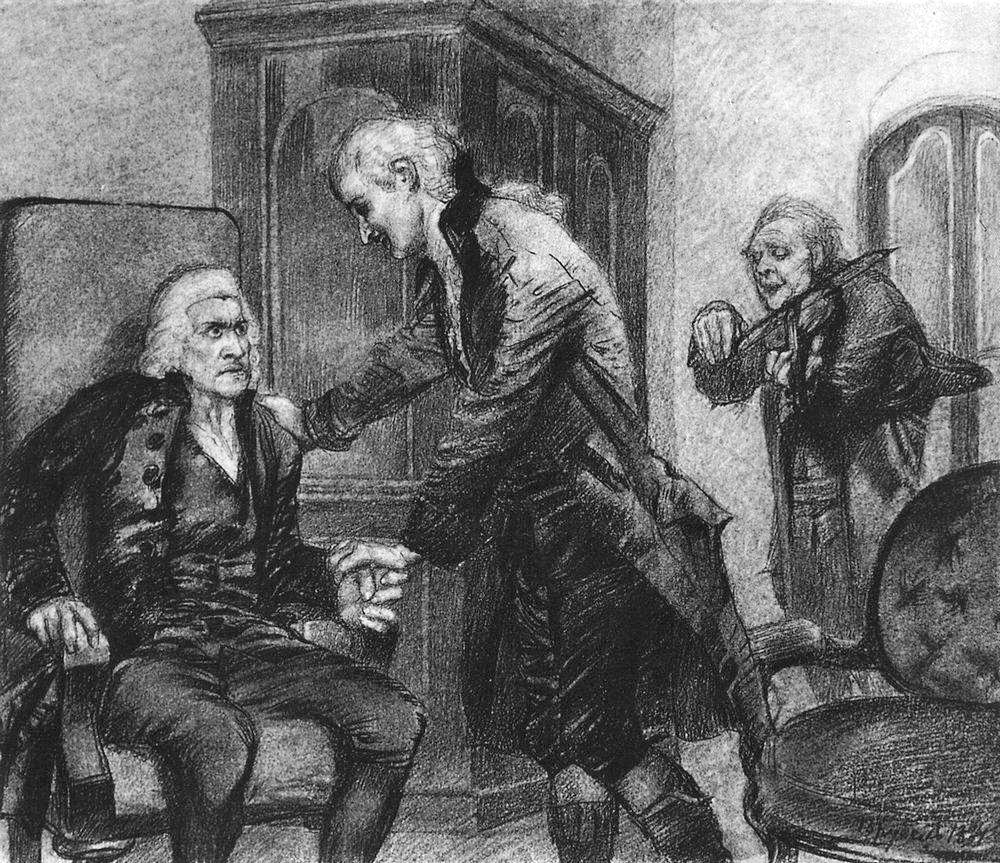
Odsłona pierwsza, Michaił Wrubel

Antonio Salieri oczekuje na przybycie Mozarta. Czuje jednak gorycz. To niesprawiedliwe, że nawet jego ciężka praca nie dała mu przez lata takiej lekkości komponowania, jaką salzburczyk otrzymał jakby za darmo chyba z woli samego Boga. Wkrótce zjawia się i oczekiwany gość, ale nie sam. Mozartowi towarzyszy niewidomy skrzypek grający wyjątkowo fałszywie arię Zerliny Batti, batti o bel Masetto z opery Don Giovanni. Autora dzieła śmieszy nawet ta sytuacja, Salieri natomiast jest mocno skonsternowany, wytyka także Mozartowi, że jest to profanacja porównywalna z bezczeszczeniem dzieł Rafaela. Młodszy z kompozytorów, żeby uspokoić swojego kolegę po fachu, improwizuje natychmiast muzykę, w której jednak pobrzmiewa przeczucie już bliskiej śmierci. Włocha to wcale nie uspokaja, wręcz przeciwnie – skoro Mozart jest w stanie komponować w taki sposób, to po cóż traci czas na włóczenie się po gospodach i jak mogą go bawić rozrywki przeznaczone dla plebsu? Widać młody kompozytor choć sztukę zna jak nikt inny, to jej nie rozumie, nie jest więc godzien, by ją dalej uprawiać. Następne ich spotkanie odbędzie się Pod Złotym Lwem. Salieri jednak wie swoje, jeśli teraz on nie zatrzyma Mozarta, jakie szczyty tamten osiągnie jeszcze w swych dziełach i kto będzie mógł skomponować jeszcze coś ważnego po nim? Postanawia więc przygotować truciznę.
Odsłona druga

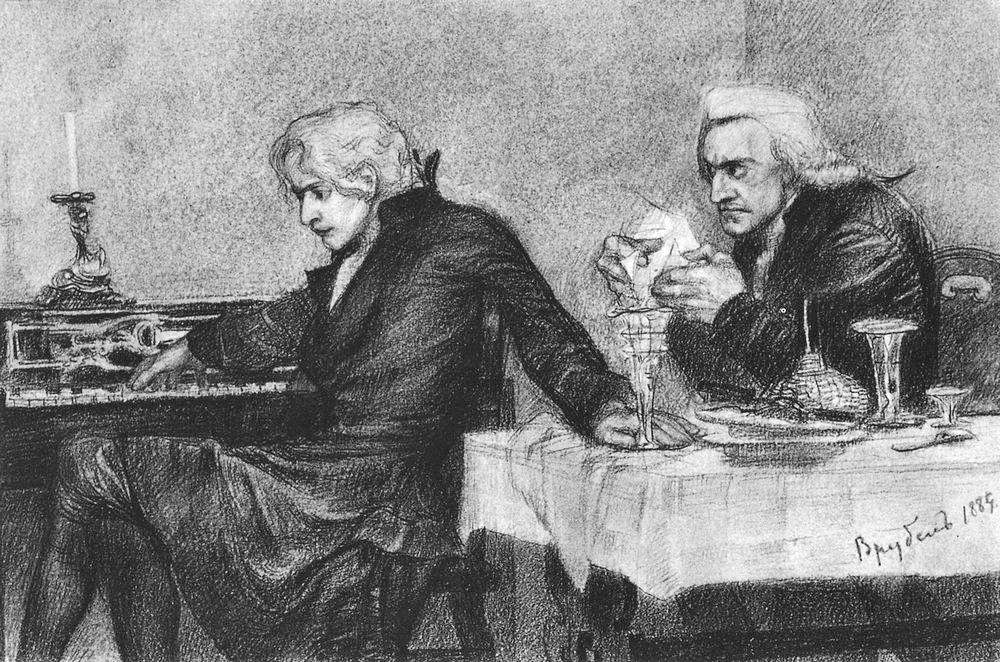
Odsłona druga, Michaił Wrubel

Muzycy spotykają się Pod Złotym Lwem, ale Mozarta coraz mocniej prześladują mroczne wizje. Zamawiający u niego Requiem mężczyzna ubrany na czarno jawi mu się jako zwiastun jego własnej śmierci z mszą napisaną na taką okoliczność dla samego siebie. Niby pocieszając kolegę, niepostrzeżenie starszy z kompozytorów wlewa przygotowaną truciznę do kielicha Mozarta, a ten niczego nieświadom, po jej wypiciu zaczyna przy fortepianie grać początek swojej żałobnej mszy. Drugi z kompozytorów płacze, nie mogąc powstrzymać swojego ogromnego wzburzenia, co grający odbiera jednak jako objaw wzruszenia ponownie wywołanego przez muzykę. Czując się nagle niedobrze, Mozart chce iść do domu położyć się i odpocząć, żegna się więc z Antoniem Salierim – na zawsze... Uczucia ulgi, ale również i niepewności mieszają się w człowieku, który przed chwilą dopuścił się zbrodni, zbrodni na największym geniuszu, któremu przypadło żyć w jego czasach.

## O operze
Opera powstała w duchu Potężnej Gromadki. Rimski-Korsakow często zmieniał swoją koncepcję i pierwsze szkice niewiele przypominają ostateczną postać dzieła. Początkowo powstały partie wokalne, zaś akompaniament dopracowywał kompozytor do samego końca. Cytaty muzyczne z samego Mozarta brzmią sugestywnie na tle muzyki Rimskiego-Korsakowa, którą Piotr Kamiński w Tysiąc i jednej operze określa jako „zgrzebną”. Biorąc pod uwagę możliwości głosowe Fiodora Szalapina, kompozytor postawił bardzo duże wymagania również wszystkim kolejnym wykonawcom roli Antonia Salieriego. Natomiast jeżeli chodzi o postać Wolfganga A. Mozarta przydatna, choć niekonieczna, jest umiejętność gry na fortepianie w przypadku tenora śpiewającego rolę, co zdarza się czasami podczas wystawień. Szkafier, pierwszy wykonawca tej roli, chociaż mniej znany obecnie od jego kolegi i choć na fortepianie grał wówczas Rachmaninow, był jedną z podstaw grupy Mamontowa i także cechował się rzadką sceniczną inteligencją.